# Reação de Belousov-Zhabotinsky
A reação de Belousov-Zhabotinsky, ou reação BZ, é uma reação oscilante que serve como exemplo clássico da teoria do caos, ou de termodinâmica de não equilíbrio.

## Definição de reação química oscilante
O conceito básico de reação química nos diz que esta consiste em uma série de substâncias químicas chamadas reagentes que postas em contato reagem entre si dando lugar aos produtos. Esperando um tempo necessário, entre reagentes e produtos se alcança um equilíbrio onde a relação de concentrações entre reagentes e produtos permanece constante. Ou seja, em geral só uma certa porcentagem de reagentes se convertem em produtos, de maneira que no equilíbrio temos uma mescla de reagentes e produtos.
No caso da reação oscilante nos encontramos em uma situação fora do equilíbrio, ou seja, antes que passe o tempo necessário para chegar ao equilíbrio, onde a mistura reagente oscila entre conter praticamente só reagentes e praticamente só produtos.
Se as oscilações são periódicas nos encontramos no regime regular. Em caso contrário nos encontramos em regime caótico.

## História
A descoberta do fenômeno é creditado a Boris Belousov, quem se deu conta na década de 50 (os dados mudam dependendo da fonte mas contidos num intervalo de 1951 a 1958), que em uma mescla de bromato de potássio, sulfato de cério (IV), ácido malônico e ácido cítrico, a concentração dos íons Ce(IV) e Ce(III) oscilava, notando-se isto mediante a oscilação de cor da reação de uma cor amarelo a incolor. Isto é devido a que os íons de Ce (IV) são reduzidos pelo ácido malônico a Ce(III), que são oxidados de novo a Ce(IV) pelos íons de bromo (V).
Belousov fez duas tentativas de publicar sua descoberta, mas foi rejeitado ao não ser capaz de explicar seus resultados de forma que satisfizessem os editores das revistas nas que o apresentou. Seu trabalho foi publicado finalmente em uma revista menos respeitável.
Mais tarde, em 1961, um estudante chamado A. M. Zhabotinsky redescobriu a sequencia desta reação, ainda que os resultados de seu trabalho não tenham sido amplamente disseminados, e ele não era conhecido até uma conferência em Praga em 1968.

## Diferentes reações de Belousov-Zhabotinsky
A reação de BZ é em essência uma reação redox na qual se oxida o ácido malônico por bromatos em um meio ácido. 
Constitui uma mescla reativa muito complexa:
- Ácido malônico
- Ácido inorgânico, que pode ser o  sulfúrico
- Um sal que aporte íons bromato (BrO3-)
- Um sal que aporte ions brometo (Br-)
- Um sal de ferro (Fe2+)
- Uma solução aquosa

Precisemos que um íon é um átomo ou grupo de átomos carregados eletricamente e que suas cargas são o resultado do ganho ou perda de um ou mais elétrons. Quando um íon se oxida perde elétrons e quando se reduz os ganha. Se utiliza um indicador redox chamado ferroína, assim, os íons de ferro no estado reduzido (Fe2+) dão uma coloração vermelha, e ao oxidar-se se convertem em Fe3+ (com ferroína), de coloração azul.
Para realizar a medida mais precisa das oscilações e poder comprovar seu caráter caótico, se empregam eletrodos conectados a um dispositivo capaz de medir as diferenças de potencial eletrostático (um voltímetro). Estas referências de potencial estão relacionadas com as concentrações através da equação de Nerst, de maneira que as oscilações em potencial são equivalentes quanto ao comportamento caótico a que se referem, às concentrações das diferentes espécies químicas implicadas na reação.